# Grand Serre
Cet article concerne un sommet du département de l'Isère. Pour la commune de la Drôme, voir Le Grand-Serre.
Le Grand Serre est un sommet du massif du Taillefer, dans les Alpes françaises.
Il domine les lacs de Laffrey, à l'ouest.
La station de ski de l'Alpe du Grand Serre est située sur le versant oriental de la montagne.

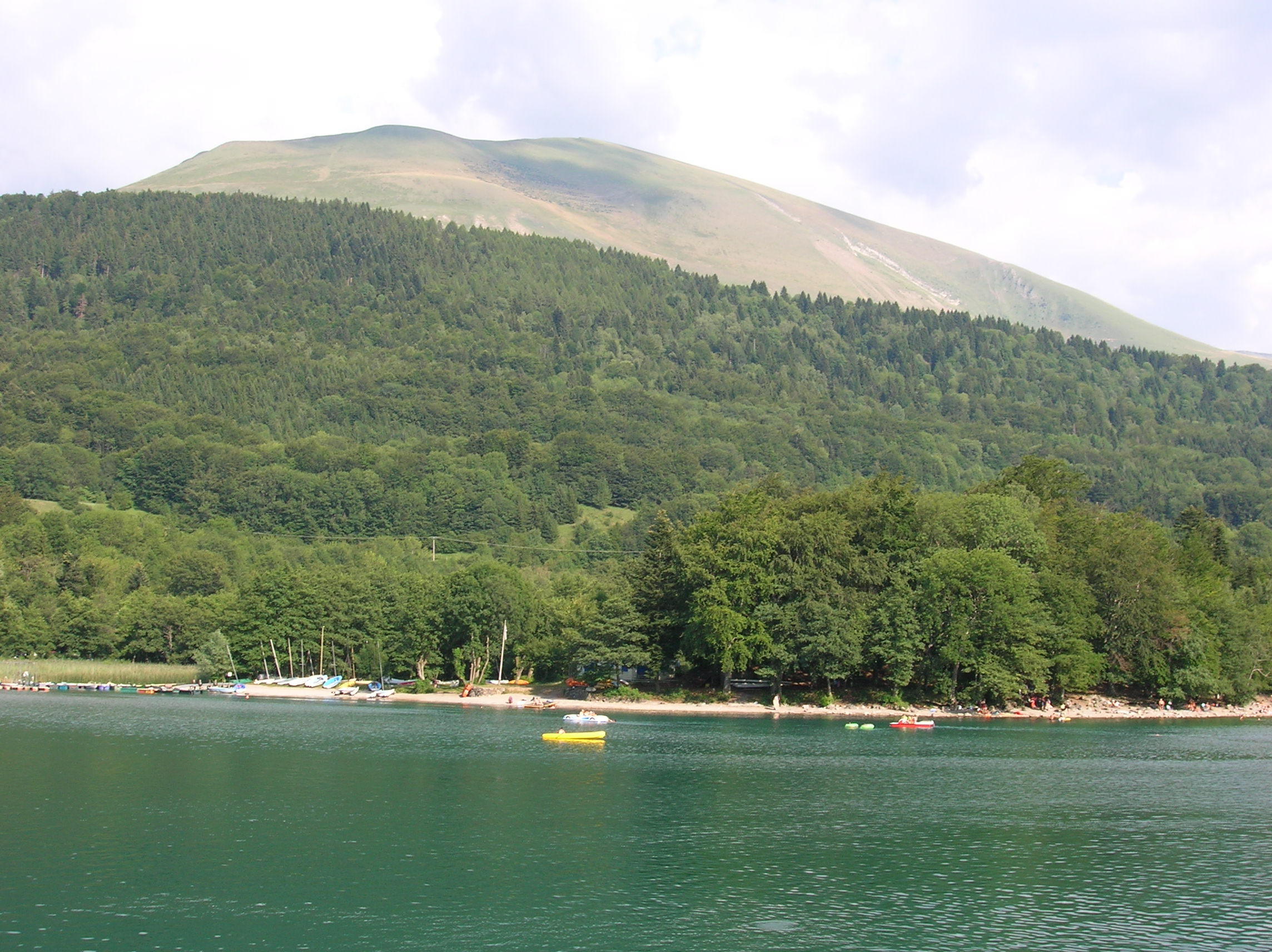
face ouest, depuis Laffrey
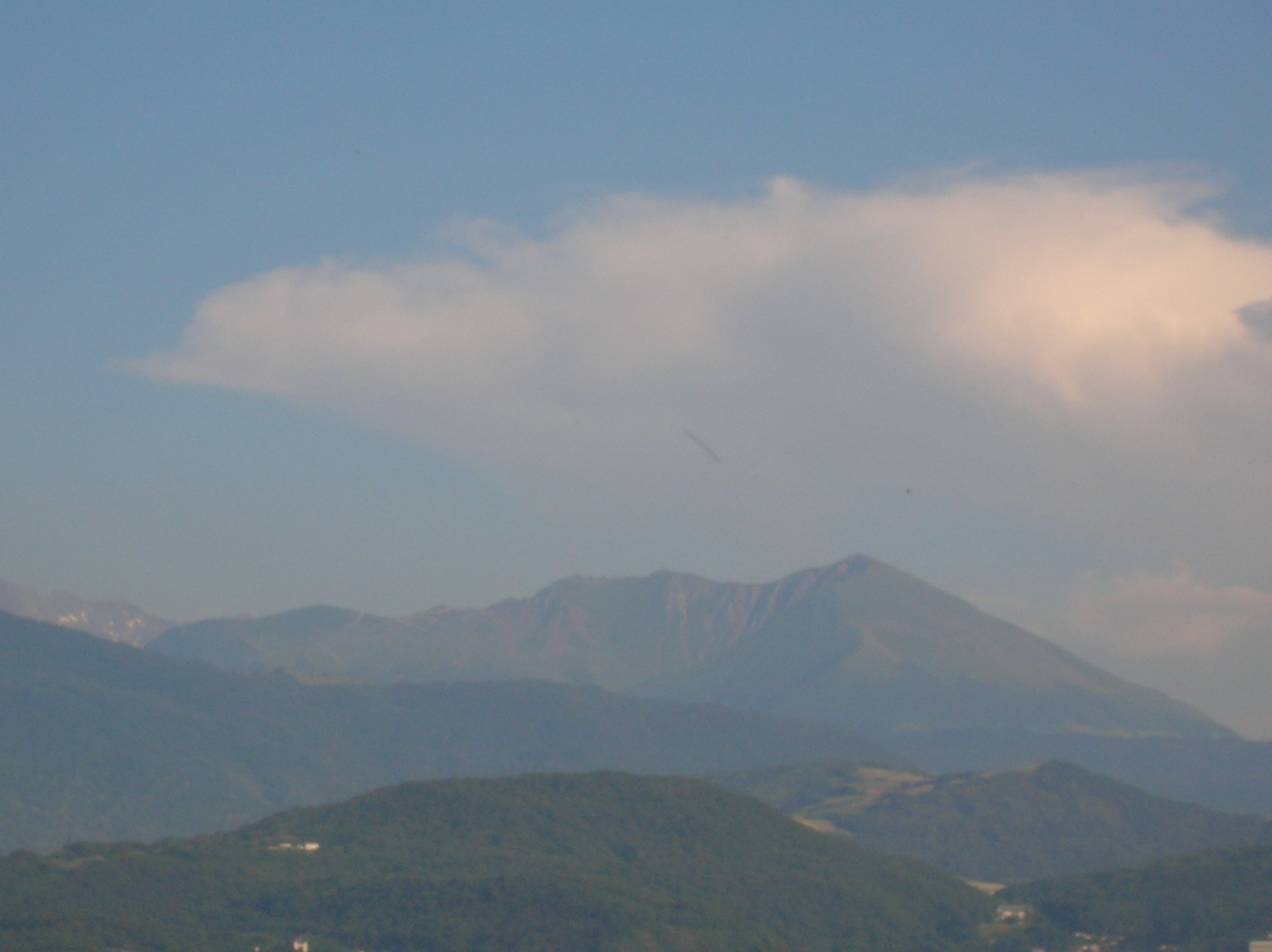
face nord, depuis Grenoble
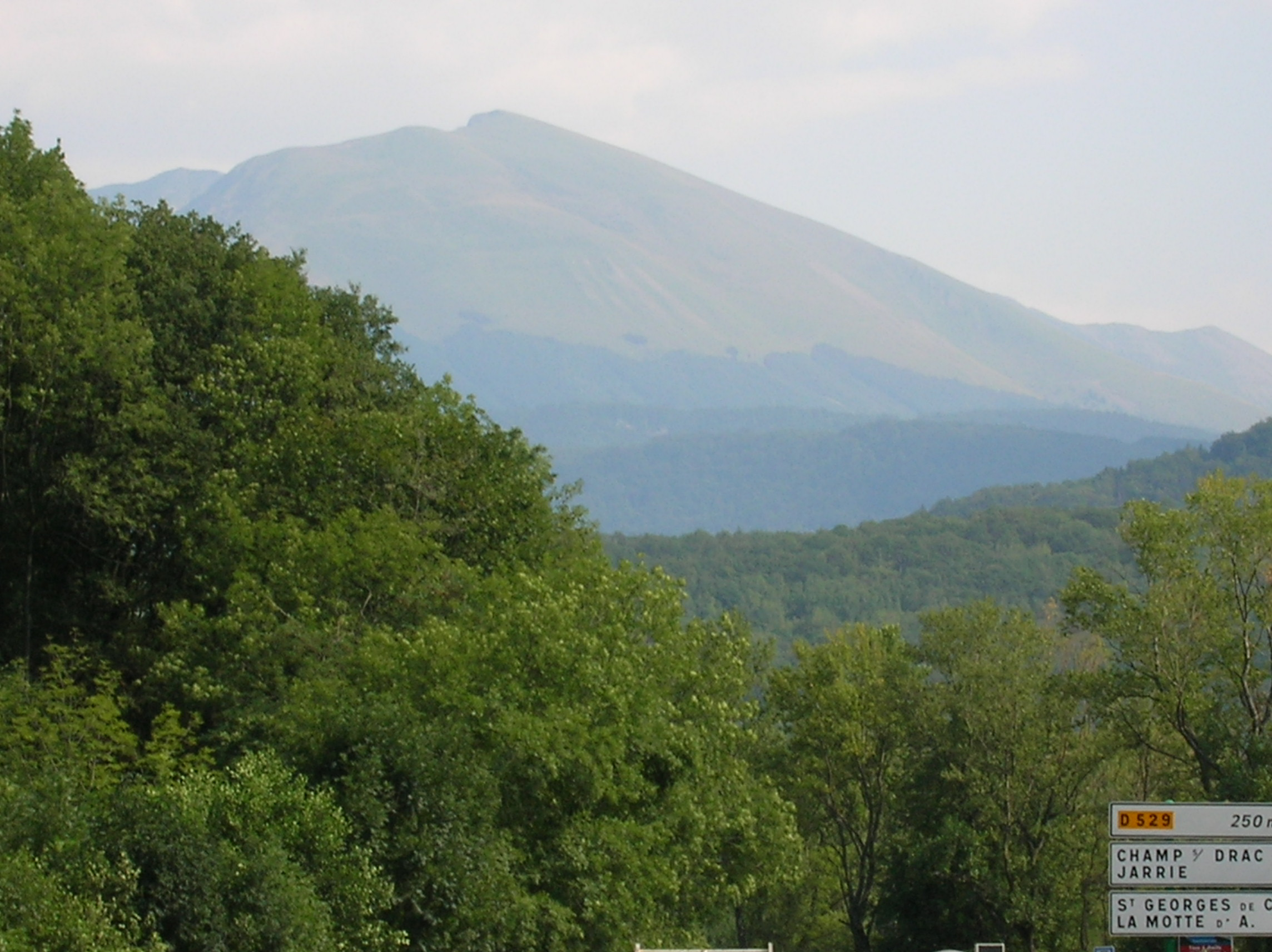
au centre, face nord-ouest, depuis Champagnier
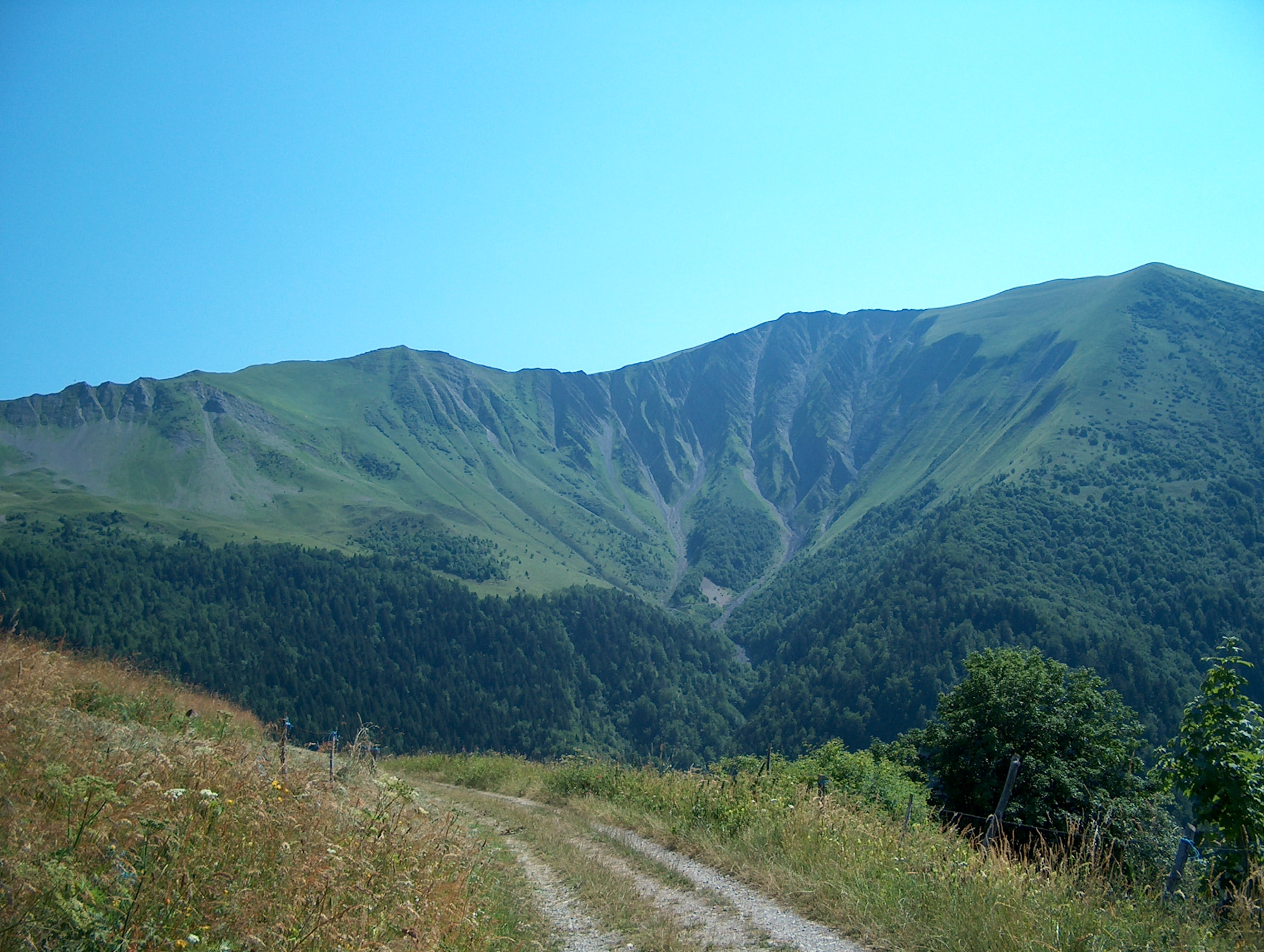
face nord, depuis le hameau du Désert, commune de La Morte
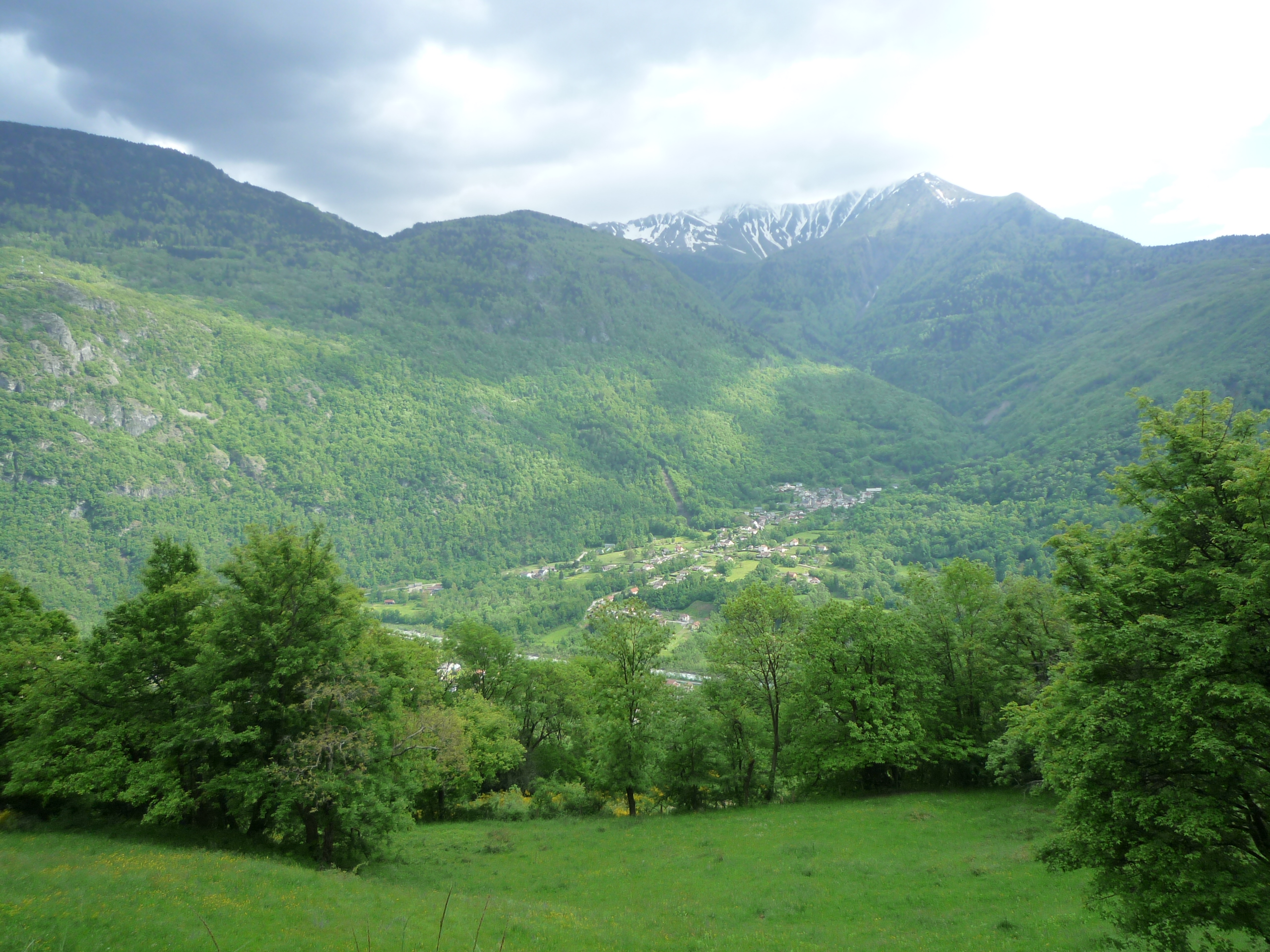
Vue depuis Séchilienne.
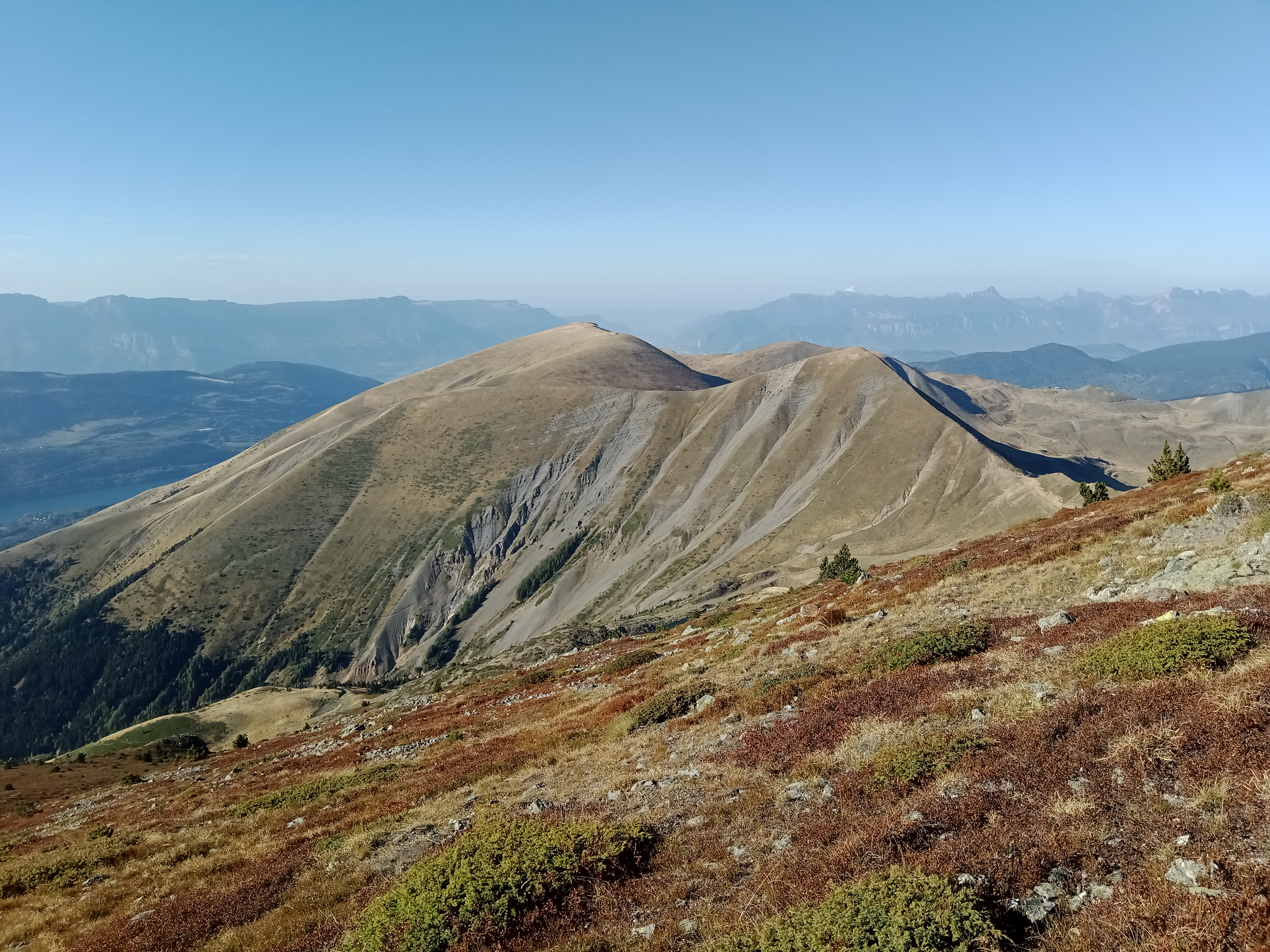
Le Grand Serre depuis le Piquet de Nantes au sud.

## Sports
Le sommet accueille l'arrivée de la verticale du Grand Serre, épreuve internationale de kilomètre vertical, depuis 2010.